# Taha Kenanoğlu
Taha Kenanoğlu (* 5. Februar 1996 in Ünye) ist ein türkischer Fußballspieler.

## Karriere
Kenanoğlu durchlief u. a. die Nachwuchsabteilung von Ünyespor, dem bekanntesten Verein seiner Heimatstadt. Im Mai 2012 erhielt er hier einen Profivertrag und kam in den verbleibenden zwei Spieltagen der Saison zu zwei Drittligaeinsätzen. Nachdem sein Verein am Saisonende den Klassenerhalt in der TFF 2. Lig verfehlte, spielte Kenanoğlu in der folgenden Saison mit Ünyespor in der TFF 3. Lig. Zum Ende der Spielzeit 2013/14 verfehlte er mit seinem Klub auch in dieser Liga den Klassenerhalt und stieg mit ihm in die Bölgesel Amatör Lig, die höchste türkische Amateurliga, ab.
Im Sommer 2014 wurde er von Orduspor, dem erfolgreichsten Verein seiner Heimatprovinz Ordu, verpflichtet.